# Gert Pinkernell
Gert Pinkernell (né le 7 septembre 1937 à Brunswick et mort le 23 janvier 2017) est un romaniste allemand.
Professeur émérite de littérature française à la Bergische Universität Wuppertal (Rhénanie-du-Nord-Westphalie), il a notamment, dans ses trois livres sur François Villon, contribué à établir la chronologie des œuvres et de l'itinéraire de Villon. Il est, en plus, spécialiste de l'importante fortune littéraire de Villon en Allemagne.
Il a activement participé à la Wikipédia en allemand entre 2004 et 2010, où il a probablement publié une centaine d'articles sur des auteurs français et d'autres personnages historiques.[réf. nécessaire]

## Œuvres
- Raoul Lefèvre : L'Histoire de Jason - Ein Roman aus dem 15. Jahrhundert [Le livre du preux et vaillant Jason et de la belle Médée], éd. Gert Pinkernell, Athenäum-Verlag, Frankfurt am Main, 1971
- François Villons Le Lais - Versuch einer Gesamtdeutung, Winter, Heidelberg, 1979   (ISBN 3-533-02771-6)
- François Villon et Charles d'Orléans (1457 à 1461). D'après les Poésies diverses de Villon, Winter, Heidelberg, 1992  (ISBN 3-533-04526-9)
- Klaus Heitmann : Spiegelungen - Romanistische Beiträge zur Imagologie, ed. von Gert Pinkernell et Oskar Roth, Winter, Heidelberg, 1996   (ISBN 3-8253-0384-5)
- François Villon - biographie critique et autres études, suivies d'une étude sur deux rondeaux de Marie de Clèves. Winter, Heidelberg, 2002   (ISBN 3-8253-1423-5)
- Kleine Geschichte Frankreichs (1914-2000) für Frankoromanisten, Wuppertal, 2000
- Namen, Titel und Daten der französischen Literatur. Ein Repertorium wichtiger Autoren und Werke von 842 bis ca. 1960, Wuppertal 1998-2010
- http://www.pinkernell.de/villon/ Villon, François (1431-1463 ?) : sa vie et son œuvre